# Gripsholms slott – en sommarsaga

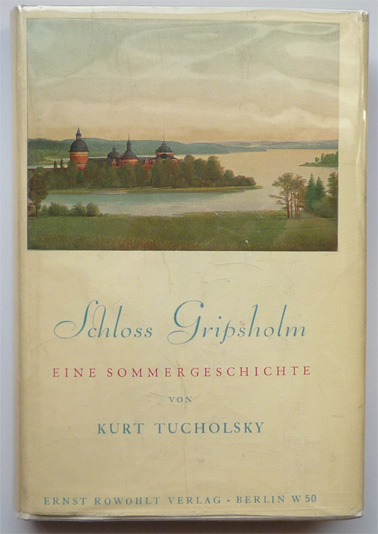
Originalutgåvan av Gripsholms slott – en sommarsaga

Gripsholms slott – en sommarsaga, (Schloss Gripsholm) är en roman av den tyske författaren Kurt Tucholsky. 
Sommaren 1929 hade han tillbringat vid Hedlandet i närheten av Mariefred, med utsikt över Gripsholms slott och inspirerats av miljön. Boken, som är en kort kärleksroman, gavs ut på tyska av Ernst Rowohlts förlag i Berlin i maj 1931.
Bokens handling kretsar kring ett ungt förälskat par som gör en sommarresa från Berlin till Mariefred och slottet Gripsholm, där de hyr ett rum. 
Boken har givits ut på svenska i flera upplagor, i översättning av Birgit Hård af Segerstad.
Romanen har filmatiserats två gånger i tyska produktioner; år 1963 med titeln Schloss Gripsholm (Två ska man vara) och 2000 med titeln Gripsholm.
Författaren Kurt Tucholsky avled till följd av en överdos sömnmedel 1935 och är begravd på Mariefreds begravningsplats.